# Trzęsienie ziemi w Syczuanie (2017)

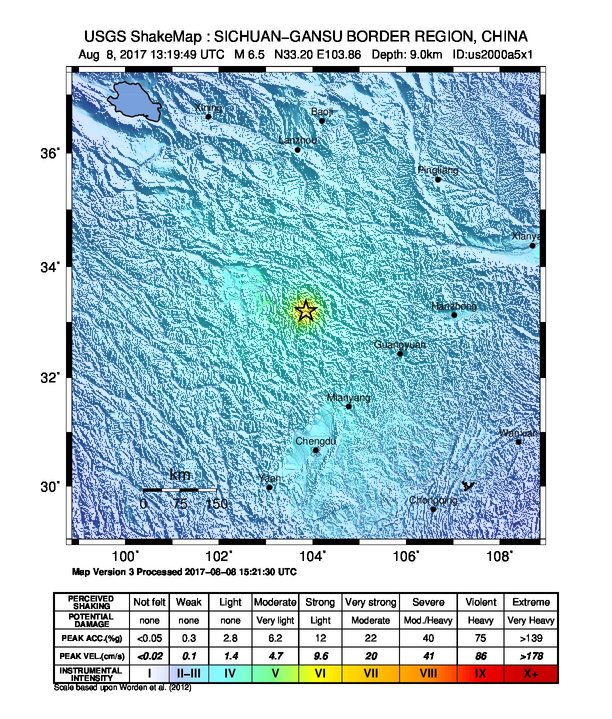
Mapa wstrząsu wg USGS

Trzęsienie ziemi w Syczuanie (2017) – trzęsienie ziemi o magnitudzie 6,5, którego epicentrum znajdowało się w zachodniej części Chin, w prowincji Syczuan. Główny wstrząs nastąpił 8 sierpnia 2017 roku, około godz. 13:19 UTC (21:19 czasu lokalnego). Epicentrum znajdowało się 39 km od Jiuzhaigou, 66 km od Songpan, 105 km od Longnan i 285 km od Chengdu.
Trzęsienie było stosunkowo płytkie (9 km pod powierzchnią ziemi), na uskoku między Wyżyną Tybetańską a Kotliną Syczuańską. Płyta indyjska napierająca na płytę euroazjatycką wypiętrza Himalaje i Wyżynę Tybetańską, powodując powstanie uskoków biegnących w kierunku północ-południe. Trzęsienie z 8 sierpnia było najprawdopodobniej spowodowane rozładowaniem napięcia na jednym z tych uskoków.
Do godziny 6:30 UTC 9 sierpnia miały miejsce co najmniej trzy wstrząsy wtórne o magnitudzie powyżej 4,5. Chińskie służby geologiczne oszacowały magnitudę głównego wstrząsu na 7.0. Do godz. 8.00 czasu lokalnego 11 sierpnia wykryły trzy wstrząsy wtórne o sile między 4,0 a 4,9 i 23 o sile między 3,0 a 3,9 oraz ok. 2300 słabszych mikrowstrząsów. Najsilniejszy wstrząs wtórny miał miejsce 9 sierpnia, o 10:18 czasu lokalnego, osiągając magnitudę 4,8.
W trzęsieniu, według stanu na 7:27 UTC 14 sierpnia (15:27 czasu lokalnego), zginęło co najmniej 25, a rannych zostało 525 osób, zostało zniszczonych co najmniej 1680 domów i budynków. Uszkodzeniom, od lekkich do poważnych, uległo 73671 budynków; ok. 20 tys. ludzi zostało zmuszonych do opuszczenia mieszkań; 30 tys. ewakuowano. W dotkniętym trzęsieniem regionie z wielu gór osunęła się ziemia. Zniszczeniu uległy domy w miastach Heihe, Anle i Shuanghe w powiecie Jiuzhaigou.
Trzęsienie było silnie wyczuwalne w porcie lotniczym Jiuzhaigou, ale został on szybko przywrócony do działania. Zawieszona została część komunikacji kolejowej na liniach z Chengdu i Chongqingu na północ do Lanzhou.